# Jean-Claude Gal
Pour les articles homonymes, voir Gal.
Jean-Claude Gal (Digne 6 août 1942 - 23 août 1994) est un dessinateur de bande dessinée français qui fit notamment partie de Métal Hurlant.

## Biographie
Il commence sa carrière artistique en 1972 avec la parution d'une histoire courte dans le journal Pilote. D'autres histoires suivront, toujours pour Pilote, dont une première collaboration, en 1973, avec Jean-Pierre Dionnet. Cette collaboration aboutit à un album d' heroic fantasy audacieux et réalisé en noir et blanc : Les Armées du Conquérant. Paru en 1977, cet album aura préalablement été prépublié dans le magazine Métal Hurlant, et ce dès son premier numéro. Les années suivant la parution des Armées du Conquérant donnent à Gal l'occasion de réaliser plusieurs histoires courtes pour le magazine Métal Hurlant.
Cependant, ce sont ses albums qui restent dans les mémoires : 1981 voit ainsi la parution d'un titre réalisé plus de dix ans auparavant, L'Aigle de Rome, édité par Pierre Charles (éditeur). Mais cette même année est surtout marquée par la parution du premier volet de la saga d'Arn avec La Vengeance d'Arn, premier volet d'une violente histoire d'heroic fantasy à nouveau dessinée en noir et blanc et scénarisée par Jean-Pierre Dionnet. En raison du soin maniaque apporté par Gal à son dessin, la suite et fin de cette histoire, Le Triomphe d'Arn, ne voit le jour qu'en 1988 ! La Passion de Diosamante, paru en 1992, fournira à Gal l'occasion de réaliser son premier album entièrement en couleur directe, sur un scénario signé Alejandro Jodorowsky. Si le contexte de cette histoire demeure ancré dans l'heroic fantasy, les thèmes abordés par Alejandro Jodorowsky ainsi que l'utilisation de la couleur différencient grandement Diosamante des précédents albums dessinés par Gal.
À sa mort en 1994, Gal travaillait sur la suite de Diosamante, dont il avait déjà réalisé un certain nombre de pages. Ce projet de suite voit le jour en 2002, avec Igor Kordey au dessin.

## Œuvres principales
- Les Armées du Conquérant (dessin), avec Jean-Pierre Dionnet (scénario), Les Humanoïdes Associés, 1977.
- Arn (dessin), avec Jean-Pierre Dionnet (scénario), Les Humanoïdes Associés :

1. La Vengeance d'Arn, 1981[1].
2. Le Triomphe d'Arn, 1988.

- L'Aigle de Rome, Pierre Charles, 1981.
- La Passion de Diosamante (dessin), avec Alexandro Jodorowsky (scénario), Les Humanoïdes Associés, 1992.
- Épopées fantastiques (dessin), avec des scénarios de Jean-Pierre Dionnet, Picaret et Bill Mantlo, Les Humanoïdes Associés, 1995[2]. Recueil comprenant Les Armées du conquérant et Arn.

## Prix
- 1976 : Prix du meilleur espoir du festival d'Angoulême[3]